# Stan Ockers
Constant "Stan" Ockers fue un ciclista belga, nacido el 3 de febrero de 1920 en Borgerhout y fallecido el 1 de octubre de 1956 después de una caída en los Seis Días de Amberes. Fue ciclista profesional de 1941 a 1956.
Terminó segundo del Tour de Francia en 1950 y en 1952, y ganó la clasificación de los puntos en el Tour de 1955 y de 1956. En 1955, ganó la Flecha Valona, Lieja-Bastogne-Lieja así como el Campeonato del Mundo en Ruta en Frascati, cerca de Roma (Italia).
El 29 de septiembre de 1956, sufrió una violenta caída en la pista del Palacio de los Deportes (Sportpaleis) en el transcurso de los Seis días de Amberes, y falleció el 1 de octubre debido a sus heridas. En Bélgica, esta muerte trágica fue causa de duelo nacional y Eddy Merckx, con una edad de 11 años, y gran admirador de Stan Ockers, estuvo muy afectado. Años más tarde Merckx hablaba sobre su admiración por Stan Ockers: 

«[...El era mi héroe] por el Tour de Francia. Ockers había ganado varias etapas en el Tour, ganó el maillot verde dos veces y acabó segundo en la clasificación general. El estaba siempre en las noticias del Tour de Francia, y el Tour lo era todo para mí. La carrera. De aquella aún no sabía mucho sobre las Clásicas debido a que se realizaban los domingos, y ese día solíamos visitar a mi abuela en su granja situada en Meensel-Kiezegem, donde yo nací.

En 1957 fue erigido en su honor un monumento conmemorativo en la localidad de Gomzé-Andoumont, a lo largo de la côte des Forges, que forma parte del recorrido habitual de la Lieja-Bastogne-Lieja. Al cumplirse el cincuenta aniversario de su muerte, se puso una placa conmemorativa en su localidad natal de Borgerhout en la calle que lleva su propio nombre Stan Ockersstraat.

## Palmarés

### Ruta
| 1941 - Scheldeprijs Vlaanderen 1946 - Scheldeprijs Vlaanderen 1948 - Vuelta a Bélgica 1950 - 2.º en el Tour de Francia, más 1 etapa 1952 - 1 etapa de la Roma-Nápoles-Roma - 1 etapa de la Vuelta a la Argentina - 2.º en el Tour de Francia 1953 - Flecha Valona - 1 etapa de la Roma-Nápoles-Roma - 3º en el Campeonato de Bélgica en Ruta - 3º en el Campeonato del Mundo en Ruta | 1954 - 1 etapa del Tour de Francia - Schaal Sels 1955 - Campeonato del Mundo en Ruta - Challenge Desgrange-Colombo - Flecha Valona - Lieja-Bastoña-Lieja - Clasificación por puntos del Tour de Francia 1956 - 2 etapas de la Dauphiné Libéré - Roma-Nápoles-Roma, más 5 etapas - 1 etapa del Tour de Francia, más Clasificación por puntos |

### Pista
1955
- Campeonato de Bélgica en Madison

## Resultados

### Grandes Vueltas
| Carrera | Carrera         | 1941 | 1942 | 1943 | 1944 | 1945 | 1946 | 1947 | 1948 | 1949 | 1950 | 1951 | 1952 | 1953 | 1954 | 1955 | 1956 |
| ------- | --------------- | ---- | ---- | ---- | ---- | ---- | ---- | ---- | ---- | ---- | ---- | ---- | ---- | ---- | ---- | ---- | ---- |
|         | Giro de Italia  | X    | X    | X    | X    | X    | —    | —    | —    | —    | —    | —    | 6.º  | 6.º  | —    | —    | —    |
|         | Tour de Francia | X    | X    | X    | X    | X    | X    | —    | 11.º | 7.º  | 2.º  | 5.º  | 2.º  | —    | 6.º  | 8.º  | 8.º  |
|         | Vuelta a España | —    | —    | X    | X    | —    | —    | —    | —    | X    | —    | X    | X    | X    | X    | —    | —    |

### Clásicas, Campeonatos y JJ. OO.
| Carrera               | Carrera               | 1941 | 1942 | 1943 | 1944 | 1945 | 1946 | 1947 | 1948 | 1949 | 1950 | 1951 | 1952 | 1953 | 1954 | 1955 | 1956 |
| --------------------- | --------------------- | ---- | ---- | ---- | ---- | ---- | ---- | ---- | ---- | ---- | ---- | ---- | ---- | ---- | ---- | ---- | ---- |
| Omloop Het Nieuwsblad | Omloop Het Nieuwsblad | —    | —    | —    | X    | X    | 17.º | —    | —    | —    | —    | —    | 14.º | —    | —    | —    | —    |
|                       | Milan San Remo        | —    | —    | —    | —    | —    | —    | —    | —    | —    | —    | —    | 32.º | —    | 6.º  | —    | 10.º |
| A Través de Flandes   | A Través de Flandes   | X    | X    | X    | X    | —    | —    | —    | —    | —    | —    | —    | —    | 3.º  | —    | —    | —    |
| Gante-Wevelgem        | Gante-Wevelgem        | X    | X    | X    | X    | —    | 5.º  | —    | 12.º | —    | —    | —    | —    | —    | —    | —    | 6.º  |
|                       | Tour de Flandes       | —    | 12.º | —    | 14.º | —    | —    | —    | —    | —    | —    | —    | —    | —    | —    | —    | 2.º  |
| Scheldeprijs          | Scheldeprijs          | 1.º  | 8.º  | —    | X    | X    | 1.º  | —    | —    | —    | —    | —    | —    | —    | —    | —    | —    |
|                       | París-Roubaix         | X    | X    | —    | —    | —    | —    | —    | —    | —    | —    | —    | 25.º | —    | 2.º  | —    | 21.º |
| Flecha Valona         | Flecha Valona         | —    | —    | 17.º | —    | —    | —    | 4.º  | —    | —    | —    | —    | 2.º  | 1.º  | —    | 1.º  | 4.º  |
|                       | Lieja-Bastoña-Lieja   | X    | X    | 3.º  | X    | —    | —    | 5.º  | 29.º | —    | —    | 11.º | —    | —    | —    | 1.º  | 20.º |
| París-Tours           | París-Tours           | —    | —    | —    | —    | —    | —    | —    | —    | —    | —    | —    | —    | 22.º | —    | 9.º  | —    |
|                       | Giro de Lombardía     | —    | —    | X    | X    | —    | —    | —    | —    | —    | —    | —    | —    | —    | 4.º  | 23.º | 11.º |
| Mundial en Ruta       | Mundial en Ruta       | X    | X    | X    | X    | X    | —    | —    | Ab.  | 18.º | 7.º  | —    | 11.º | 3.º  | —    | 1.º  | 4.º  |
| Bélgica en Ruta       | Bélgica en Ruta       | —    | —    | —    | X    | —    | —    | —    | —    | 11.º | 8.º  | —    | 10.º | 3.º  | —    | —    | —    |